# 庙坪乡 (洛南县)
庙坪乡是中国陕西省商洛市洛南县下辖的一个乡。

## 行政区划
庙坪乡下辖以下行政区：
陶岭社区、野里社区、坡底村、联合村、先进村、常湾村、兑山村、尚岭村、庙坪村、杨岭村、茶房村、双庙村、司塬村、薛楼村、圪劳村、石塬村、唐岭村、邢塬村